# الجامع المعلق في دمشق
الجامع المعلق

## موقعه
الجامع المعلق في مدينة دمشق القديمة ويسمى بجامع بردبك الآشرفي من الأبنية التاريخية الهامة، لتميزه بشكله الجميل على طراز فن العمارة الإسلامية العريق، فضلاً عن النقوش والمقرنصات والزخارف التي يتميز بها عن بقية الجوامع والأبنية التاريخية القديمة. الجامع مبني بالحجر الأبلق، يصعد إليه بسلم حجر وله مئذنة شاهقة تطل على بابه، وشبابيكه تطل على نهر بردى وله صحن وبركة وإيوان وله باب ثان، وفي سنة 1058 هـ نزلت صاعقة فأصابت رأس المئذنة فهدمت شيئاً من بنائه، فتكفل نائب الشام يومئذ بعمارة ما خرب لكنه لم يعده كما كان. 
الجامع المعلّق نموذج من الأوابد المملوكية، وهو معبّر أيضاً عن الطريقة التي كان المماليك يفكرون بها. يقع الجامع بين باب الفرج والفراديس في منطقة العمارة البرانية خارج سور دمشق 

## سبب تسمية بالمعلق
1- سمي بالمعلّق لأنه مرتفع عن الأرض قليلاً، ولأنه معلق بشكل أو بآخر إذ يقع على نهر بردى.والناس يسمونه بالجامع الجديد أو جامع بردبك أو جامع بين الحواصل، فالتسمية الأولى نابعة من تكرار ترميمه إذ جدد العام 1058 للهجرة بعد أن ضربته صاعقة وألحقت أضراراً به وهوى رأس مئذنته، فأعيد بناؤها على الطريقة المملوكية لمساجد القاهرة، ثم جدد مرة أخرى العام 1328 هجرية
2-أما التسمية الثانية فتعود لبانيه بردبك الأشرفي إينال، الذي بني في قناطر السباع في مصر جامعاً هائلاً، وبنى مثله في غزة ودمشق العام 826 للهجرة والمعروف عن هذا الأمير أنه كان مقرباً من الأشرف إينال ونفي إلى مكة حيث قتل في طريق العودة العام 868 هجرية ودفن في مكة المكرمة 
وتعود التسمية الحالية إلى الواقع المحيط بالمسجد، المعروف عن منطقته أنها ساحة للأسواق يتم استعمالها
المسجد واسع جداً ومبني على الطريقة المملوكية باستعمال الحجر الأبيض والأسود بالتناوب، إضافة لنوافذه التي سُوّرت بالحديد على شكل شبك. وبوابة المسجد لا تتبع الطراز المملوكي إذ أنها ليست مرتفعة، وتوحي زخارف الباب بأنه جدد عندما تم تجديد المسجد أخيراً، فتم الاحتفاظ بالشكل الأساسي مع تبديل ما تلف من أثاثه. وفي الجامع - كغيره من المساجد المملوكية - ثماني غرف للطلاب في الطابق العلوي، لكنها اليوم جزء من المسجد، ورواد الجامع قليلون نسبياً لأنه يقع في منطقة الأسواق

## وما يتميز به هذا المسجد عن باقي المساجد المملوكية
- أولاً- يعتبر مسجداً مملوكياًأصيلاً لم يُبنَ على أنقاض مسجد أقدم منه، فالمساجد والمدارس المملوكية كانت تقام عادة على أنقاض مساجد قديمة، فهي عملياً تمثل حالة ترميم وتعبر عن توسع عمراني، بينما المسجد المعلّق بني بشكل مستقل.
- ثانياً- يتفرد بموقعه البعيد نسبياً عن الفعاليات العلمية والدينية، فالمماليك غالباً ما كانوا يبنون مدارسهم في محيط دمشق القديمة، أو في منطقة الصالحية، وذلك للبقاء قريباً من رجال الدين والعلماء، أما الجامع المعلق فبعيد عن هذه المناطق بل يكاد يكون معزولاً عن التيارات التي سادت في تلك الفترة وكان المماليك يخطبون ودها.[2]

## مساجد متوئمة
- - مسجد الأمير سليمان (الفيوم)
- - الجامع المعلق طرابلس
- - جامع تربانة الإسكندرية
- - جامع الصالح طلائع